# Slavonski Brod
Slavonski Brod (tyska: Brod/Broth an der Save) är en stad i landskapet Slavonien i östra Kroatien. Staden har 59 141 invånare (2011) och är residensstad i Brod-Posavinas län. Slavonski Brod är beläget vid floden Savas norra flodbank, på gränsen till Bosnien och Hercegovina, och är sett till invånarantalet Kroatiens sjunde största stad.

## Etymologi och namnformer
I modern kroatiska betyder ordet "brod" fartyg, skepp eller båt. Ordet i stadens namn härleds dock från en äldre betydelse, nämligen flodkorsning, vilket troligtvis har att göra med stadens läge vid en flodbank och en plats där transit sker. Staden var känd som Marsonia under det romerska imperiet och som Brod na Savi (Brod vid Sava) 1244-1934. Det tyska namnet med samma betydelse, Brod/Broth an der Save, användes under den habsburgska (sedermera österrikiska och österrikisk-ungerska) administrationen.  

## Historia
I stadens nordöstra del har arkeologiska fyndigheter från starčevokulturen påträffats. Fyndigheterna är från den  yngre stenåldern.
Innan romarna kom att besätta området där staden ligger befolkades det av illyriska och keltiska folkstammar. Omkring nollhundratalet intogs området av romarna och lokalbefolkningen romaniserades. Romarna anlade staden Marsonia (Marsvnnia), Slavonski Brods föregångare. Huruvida det romerska Marsonia var en fast bosättning eller ett läger är omtvistat. Under folkvandringstiden på 500-talet kom slaver att gradvis bosätta sig i området.
I ett gåvobrev från den kroatisk-ungerske kungen Béla IV omnämns staden för första gången som Brod. Gåvobrevet är daterat den 20 juli 1244. Staden var i familjen Berislavićs ägo och ingick i det medeltida ungerska kungariket för att i samband med parlamentet i Cetin 1527 uppgå i habsburgarnas domäner.   
Efter den osmanska ockupationen 1536-1691 och som ett resultat av freden i Karlowitz överlämnades staden 1699 till österrikarna. Staden blev därefter en viktig österrikisk gräns- och garnisonsstad i den slavonska militärgränsen vid gränsen mot Osmanska riket. Det österrikiska, sedermera österrikisk-ungerska, styret skulle kvarstå till 1918 då staden tillsammans med övriga Kroatien kom att ingå i den nybildade staten Serbernas, kroaterna och slovenernas kungarike (från 1929 kallat Jugoslavien).
Under andra världskriget och den Oberoende staten Kroatien flygbombades Slavonski Brod av de allierade. Under bombningarna 1944-1945 skadades staden svårt. Staden skulle åter komma att skadas under det kroatiska självständighetskriget 1991-1995. Under självständighetskriget dödades 182  invånare (varav 28 barn) och 591 personer skadades som ett resultat av Serbiens och Montenegros försök att förhindra Kroatiens frigörelse från Jugoslavien.   

## Arkitektur
Stadens centrum domineras av Brodfästningen som uppfördes 1715-1780 och är det till ytan största försvarsverket i Kroatien. Franciskanklostret och kyrkan uppförda 1727-1770 är ett av de finaste exemplen på barockarkitektur i Slavonien.

## Kommunikationer
Vid Slavonski Brod finns anslutningsväg till motorvägen A3 som i nordvästlig riktning leder mot Nova Gradiška, Ivanić-Grad och huvudstaden Zagreb. I sydligvästlig leder motorvägen i riktning mot Županja och den serbiska gränsen.